# ليفونورغيستريل
ليفونورغيستريل
NOGESTAT, after pills–) نوغيستريلD-نورغيستريل أوLليفونورغيستريل (أو
ليفونورغيستريل هو هرمون مصنع يستخدم في عدد من طرق تحديد بالولادة. ، في شكل الحبوب يباع تحت المسمى التجاري الخطة ب، هو مفيد ضمن 120 ساعة ك تحيدي النسل في الحلات الطارئة، ويصبح اقل فعالية بعد ست ساعات وفقط يعمل قبل حدوث الحمل. كما انه يدمج مع الاستروجين لعمل حبوب تحيد النسل للفم المدمجة. ضمن لولب مع بروجيسترون، يباع ك مايرينا مع الاخرين، انه فعال لمنع الحمل لفترات طويلة. أشكال للزرع من الليفونورغيسريل متوفر أيضا في بعض الدول.
أعراض جانبية شائعة منها، الغثيان، حنان الثدي، الم الرأس، وزيادة، نقصان أو عدم انتظام نزيف الحيض. لو استخدمت كشكل موانع الحمل الطارئة خلال الحمل، فلا يوجد أي دليل انه يؤثر على الطفل. استخدامه آمن خلال الرضاعة الطبيعية. ليفونورغيستريل محدد نسل لا يغير مخاطر العدوى المنتقلة جنسيا. انه يعمل عبر تقليل الإباضه واغلاق عنق الرحم لمنع عبور الحيوان المنوي.
ليفونورغيستريل صنع لأول مرة في ال 1960، ولقد استخدم كطريقة لتحديد النسل في ال1980. انه ضمن قائمة جمعية الصحة العالمية للأدوية الضرورية.الأدوية الأكثر حاجة في نظام الصحة الاساسي. في الولايات المتحدة انه واحد من الادوية التي لا تحتاج لوصفة طبية للذين فوق ال 16 سنة.
الية العمل الاولية لليفونورغيستريل كبروجيسترون-فقط حبوب منع الحمل للحالات الطارئة، وفقا للاتحاد الدولي لأمراض النساء والتوليد (فيجو)، لمنع الاخصاب عن طريق تثبيط الإباضة. ذكرت فيجو أن:«بمراجعة الدليل المقترح أن ليفونورغيستريل، اللجنة التنفيذية لا يمكن ان تمنع زراعة بيض مخصب. أسلوب الزراعة لا يجب ان يكون متضمن في تسمية المنتجات عند اللجنة التفيذية لليفونورغيستريل.». في تشرين Nor Levoالثاني من عام 2013، الوكالة الأوروبية للأدوية وافقت على تغيير التسمية لمؤسسة فارما
قائلا انه لا يمكن منع الزراعة لبويضة مخصبه.
Nor Levoفي تشرين الثاني عام 2003 الوكالة الأوروبية للأدوية وافقت أيضا على تغيير التسمية لمؤسسة فارما
قائلة ان:«في التجارب السريرة، فعالية منع الحمل لقد قلت لدى النساء ذوات الوزن 75 كغ [165 باوند] أو أكثر، والليفورغيستريل لم يكن فعال لدى النساء ذوات الوزن أكثر من 80 كغ [175 باوند ]». في تسرين الثاني عام 2003 وفي يناير عام 2014، الوكالة الأوروبية للأدوية وإدارة الغذاء والدواء قالوا انهم كانوان يراجعون لو أن زيادة الوزن ومؤشر كتلة الجسم يقلل الفعالية لموانع الحمل الطارئة.

## الاستعمال

### وسائل منع الحمل عن طريق الفم
في الجرعات المنخفضة، ويستخدم الليفونورغيستريل في تركيبات أحادي الطور وثلاثي الأطوار من حبوب منع الحمل عن طريق الفم المدمجة، مع جرعات الطور المتاحة تتراوح 100-250 ميكروغرام، وجرعات ثلاثي الأطوار من 50 ميكروغرام / 75 ميكروغرام / 125 ميكروغرام.
في جرعة يومية منخفضة جدا من 30 ميكروغرام، يتم استخدام الليفونورغيستريل في بعض تركيبات حبوب منع الحمل البروجستيرون فقط.
الية العمل الاولية لليفونورغيستريل كبروجيسترون-فقط حبوب منع الحمل للحالات الطارئة، وفقا للاتحاد الدولي لأمراض النساء والتوليد (فيجو)، لمنع الاخصاب عن طريق تثبيط الإباضة. ذكرت فيجو أن:«بمراجعة الدليل المقترح أن ليفونورغيستريل، اللجنة التنفيذية لا يمكن ان تمنع زراعة بيض مخصب. أسلوب الزراعة لا يجب ان يكون متضمن في تسمية المنتجات عند اللجنة التفيذية لليفونورغيستريل.». في تشرين Nor Levoالثاني من عام 2013، الوكالة الأوروبية للأدوية وافقت على تغيير التسمية لمؤسسة فارما
قائلا انه لا يمكن منع الزراعة لبويضة مخصبه.
Nor Levoفي تشرين الثاني عام 2003 الوكالة الأوروبية للأدوية وافقت أيضا على تغيير التسمية لمؤسسة فارما
قائلة ان:«في التجارب السريرة، فعالية منع الحمل لقد قلت لدى النساء ذوات الوزن 75 كغ [165 باوند] أو أكثر، والليفورغيستريل لم يكن فعال لدى النساء ذوات الوزن أكثر من 80 كغ [175 باوند ]». في تسرين الثاني عام 2003 وفي يناير عام 2014، الوكالة الأوروبية للأدوية وإدارة الغذاء والدواء قالوا انهم كانوان يراجعون لو أن زيادة الوزن ومؤشر كتلة الجسم يقلل الفعالية لموانع الحمل الطارئة.

### وسائل منع الحمل في حالات الطوارئ
يستخدم الليفونورغيستريل في حبوب منع الحمل في حالات الطوارئ (اللجنة التنفيذية)، وكلاهما في نظام يوزبي موحدة تتضمن هرمون الاستروجين، لطريقة الليفونورغيستريل الوحيد. يستخدم أسلوب الليفونورغيستريل الوحيد الليفونورغيستريل 1.5 ملغم (على شكل جرعة واحدة أو اثنين 0.75 ملغ جرعة 12 ساعة على حدة) التي اتخذت خلال 3 أيام من ممارسة الجنس غير الآمن، مع دراسة واحدة تشير إلى أن تبدأ في وقت متأخر من 120 ساعة (5 أيام) بعد الجماع يمكن تكون فعالة.

### النظام داخل الرحم
الليفونورغيستريل هو العنصر النشط في النظام داخل الرحم. Mirena & Skyla (Jaydess)

### غرسات منع الحمل
الليفونورغيستريل هو المكون الفعال Norplant and Jadelle.

### العلاج بالهرمونات البديلة
يتم الجمع بين الليفونورغيستريل مع استراديول 17 بيتا في كليمارا برو التصحيح الهرموني.

## الآثار الجانبية
بعد تناول الليفونورغيستريل، شملت 1.5 ملغ في التجارب السريرية آثار شائعة جدا (ذكرت من قبل 10٪ أو أكثر): دوخة، صداع، غثيان، آلام في البطن، وآلام الرحم، تأخير الحيض، الحيض الثقيل، ونزيف الرحم، أو التعب. الآثار المشتركة (التي أبلغ عنها 1٪ إلى 10٪) وشملت الإسهال والقيء، أو الحيض المؤلم. اختفت هذه الآثار عادة في غضون 48 ساعة.

## الكيمياء
) هو شكل من أشكال هرمون موجود في صورتين متقابلتين (لليمين واليسار)levoالليفونورغيستريل (الأيسر=
(انظر شرليتي (الكيمياء)).
كيميائياً، ّ النظير الأيسري التدوير هو النشط هرمونياً من خليط النورغيستريل. فمن البروجستين المستمدة من 19 نورتيستسترون. gonan
ان سعة الارتباط لمستقبلات الهرمونات الستيرويدية للانسان في المختبر هي: 323٪ أن لهرمون البروجسترون في مستقبلات هرمون البروجسترون، 58٪ أن هرمون التستوستيرون في مستقبلات الاندروجين، و 17٪ أن الألدوستيرون في مستقبلات القشرانيات المعدنية، 7.5٪ أن الكورتيزول في مستقبلات جلايكورتيكود، و <0,02٪ أن استراديول في مستقبلات هرمون الاستروجين.
السيتوكروم عندها CYP3A4 إذا أخذ مع الأدوية التي تحفز انزيم الكبد
الليفونورغيستريل يمكن تحلله أسرع وربما تقل فعاليته. [بحاجة لمصدر]

## الثقافة والمجتمع

### الأسماء
ليفونورغيستريل يعرف كيميائيا أيضا ك
حبة بعد الصباح. “ Morning after pill واحيانا يشار إليها ك " D-norgestrel ، I-norgestrel
الأسماء التجارية:
Nogestat، AfterPill , Escapelle، B، خطة Levonelle، Glanique، NorLevo، بوستينور 2، ط-حبوب منع الحمل، «الخيار التالي». HOURS و72

## الأدوية التي تؤخذ بدون وصفة طبية
في عام 2013 وافقت عليها الهيئة خطة ب-خطوة واحدة ليتم بيعها دون وصفة طبية للنساء من جميع الأعمار.